# Held-Gletscher
Der Held-Gletscher ist ein 5 km langer Gletscher in der antarktischen Ross Dependency. Im Königin-Maud-Gebirge fließt er östlich der Anderson Heights zum Shackleton-Gletscher, den er unmittelbar südlich des Epidote Peak erreicht.
Das Advisory Committee on Antarctic Names benannte ihn 1966 nach Leutnant George B. Held vom Civil Engineer Corps der United States Navy, der 1964 für die Öffentlichkeitsarbeit auf der McMurdo-Station zuständig war.